# Maddalena Manfredi
Maddalena Manfredi, född 1673, död 1744, var en italiensk översättare och poet.
Hon var dotter till notarien Alphonse Manfredi och Anna Maria Fiorini och syster till Teresa Manfredi (1679-1767) och den berömde astronomen och universitetsprofessorn Eustachio Manfredi. Hon hade även fler syskon, varav flera bröder blev kända akademiker. Hon och hennes syster fick en låg utbildning i en klosterskola men läste själva in astronomi, matematik och latin. Hennes bror grundade akademin ’Accademia degli Inquieti, som gjorde hemmet till en knutpunkt för intellektuella. Själv blev Manfredi nära vän med Teresa Maria Zanotti. År 1701 blev hela familjen bosatt i palatset hos greve Luigi Ferdinando Marsili (1658-1730), som ville understödja akademien. Maddalena Manfredi och systern Teresa skrev poesi och översatte böcker för att dra in pengar till familjen, bland annat översättningar av Berthold och Chiaqlira. Deras verksamhet var välkänd i samtiden och de blev ofta inbjudna som attraktioner till kulturella evenemang. De undertecknade dock sällan sina verk, vilket har gjort dem svåra att utvärdera av historiker.